# Secret of Bigfoot
Secret of Bigfoot è un film del 1979 diretto da Alan Crosland Jr. e composto dall'assemblaggio del doppio episodio della terza stagione Il segreto del bigfoot - 1ª parte e Il segreto del bigfoot - 2ª parte, trasmessi rispettivamente il 1º e il 4 febbraio 1976, della serie televisiva L'uomo da sei milioni di dollari.